# Phlugis ocraceovittata
Phlugis ocraceovittata är en insektsart som beskrevs av Piza Jr. 1960. Phlugis ocraceovittata ingår i släktet Phlugis och familjen vårtbitare. Inga underarter finns listade i Catalogue of Life.